# Сборная Лесото по футболу
Сборная Лесото по футболу представляет Лесото на международных футбольных турнирах и в товарищеских матчах. Управляющая организация — Футбольная Ассоциация Лесото. Лесото ни разу не проходила квалификацию ни на Чемпионат мира, ни на Кубок африканских наций.

## Достижения
- Финалист Кубка COSAFA: 2000.

## Кубок Мира
- 1930 — 1970 — не участвовала
- 1974 — не прошла квалификацию
- 1978 — не участвовала
- 1982 — не прошла квалификацию
- 1986 — снялась с соревнования
- 1990 — снялась с соревнования
- 1994 — не участвовала
- 1998 — не участвовала
- 2002 — 2022 — не прошла квалификацию

## Кубок Африки
- 1957 до 1970 — не участвовала
- 1974 — не прошла квалификацию
- 1976 — снялась с соревнования
- 1978 — не прошла квалификацию
- 1980 — не прошла квалификацию
- 1982 — не прошла квалификацию
- 1984 — снялась с соревнования
- 1986 — не участвовала
- 1988 — снялась с соревнования
- 1990 — не участвовала
- 1992 — не участвовала
- 1994 — не прошла квалификацию
- 1996 — снялась с квалификации
- 1998 — дисквалифицирована за снятие в 1996 году
- 2000 — не прошла квалификацию
- 2002 — не прошла квалификацию
- 2004 — не прошла квалификацию
- 2006 — не прошла квалификацию
- 2008 — не прошла квалификацию
- 2010 — не прошла квалификацию
- 2012 — не подавала заявку на участие
- 2013 — не прошла квалификацию
- 2015 — не прошла квалификацию
- 2017 — не прошла квалификацию
- 2019 — не прошла квалификацию
- 2021 — не прошла квалификацию
- 2023 — не прошла квалификацию